# Anckarström
Anckarström var en svensk adlig ätt som tidigare hette Depken, och som efter Jacob Johan Anckarströms mord på Gustaf III bytte namn till Löwenström.

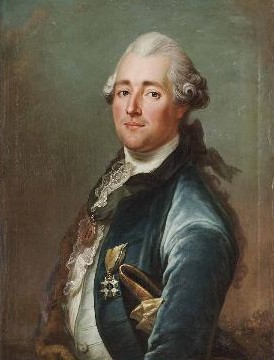
Porträtt av Jacob Johan Anckarström d.ä. av Jakob Björck.

Borgaren i Västerås Claes Depken den äldre (död 1634; släkten stavade namnet även Döpken med flera stavningar), sannolikt av tyskt ursprung, hade flera barn varav en son Claes Depken den yngre (1627-1702), extra ordinarie assessor i bergskollegium och bergmästare i Uppland, 1676 adlades med namnet Anckarström för sina förtjänster inom bergshanteringen. Bland annat anlade han Söderfors som specialiserade sig på att tillverka ankare till svenska flottan. Anckarström var gift med Helena Honnon från Gävle. Ätten fortlevde genom hans styvson, vilken 1683 adlades och adopterades på hans adliga namn och nummer. Mest känt är namnet Anckarström för mordet på Gustav III, som erkändes av  Jacob Johan Anckarström den yngre.

## Den adopterade ätten
Ovan nämnda Claes Depken den yngres hustru Helena Honnon hade tidigare varit gift med handelsmannen (i Falun) och bergsmannen vid Falu koppargruva Frans Futtje (död 1655) (François Futtier), som inkommit från Frankrike till Sverige. En av deras söner, sedermera brukspatronen på Söderfors bruk Daniel Futtje (1656-1720), som använde styvfaderns namn Depken, adlades 1683 och intogs samma år på sin barnlöse styvfaders adliga namn och nummer. Han var gift med Beata Leijoncrona.
Daniel Depken fick två söner:
- Majoren Claes Anckarström (1688-1759)
- Underlöjtnanten Jöns Anckarström (död efter 1720)

Majoren Claes Anckarström fick fyra barn:
- Löjtnanten Gustaf Anckarström (1721-1773), död barnlös
- Löjtnanten Carl David Anckarström (1724-1795), deltog i 1741-1743 års krig och avled ogift
- Överstelöjtnanten Jacob Johan Anckarström den äldre (1729-1777), gick i fransk tjänst i regementet Royal suédois och deltog i det Österrikiska tronföljdskriget samt det pommerska kriget.

Överstelöjtnant Jacob Johan Anckarström den äldre fick fem barn, tre söner och två döttrar:
- Kaptenen Jacob Johan Anckarström den yngre (1762-1792), bekant genom mordet på kung Gustav III som han erkände, dömdes och avrättades för 1792.
- Carl Ulrik Anckarström (1763-1799)
- Ryttmästaren Gustaf Adolf Anckarström (1764-1813)
- Sofia Lovisa Anckarström (1765-1771), dog vid brand på Lindö gård
- Hedvig Ulrika Anckarström (1766-1767)

## Anckarström blir Löwenström
Mordet på Gustav III skedde den 16 mars 1792, då kapten Jacob Johan Anckarström sköt Sveriges kung Gustav III under en maskerad på Gustavianska operahuset i Stockholm. I den tidens tidningar kunde man sedan läsa;
| ” | Förliden fredag d. 16 mars 1792, kl. 3/4 till 12 om aftonen, då hans Kongl. Maj:t nyss var inkommen på maskeradbalen uti Kongl. Operahuset, hade en okänd mask infunnit sig uti trängseln af de masker, som samlat sig bakom konungen, och der aflossat en pistol hvars skott tagit ett stycke öfver venstra höften något ifrån ryggraden. |

Efter Jacob Johan Anckarström den yngres död fick ättens då levande medlemmar med kungligt tillstånd 5 juni 1792 rätt att utbyta namnet Anckarström till Löwenström. Namnet var en sammansättning av Jacob Johan Anckarström den yngres hustrus, Gustaviana (von) Löwen, efternamn och efterledet -ström från det ursprungliga namnet. En av kungamördarens bröder, sedermera ryttmästaren Gustaf Adolf Löwenström (1764-1813) donerade som en botgärd för broderns brott 1811 pengar till den byggnad, som först kallades Löwenströmska lasarettet och senare Löwenströmska sjukhuset.
Med Jacob Johan Anckarström den yngres äldste son, den barnlöse kaptenen Johan Jakob Löwenström (1786-1863), slöts ätten på svärdssidan. En av hans brorsdöttrar, Rosa Löwenström (1830-1897), var gift med Dagens Nyheters grundare och förste redaktör, Rudolf Wall (1826-1893). En annan brorsdotter, Gustaviana Carolina Emanuella Löwenström (1832-1908), slöt ogift ätten Anckarström/Löwenström på spinnsidan. Idag finns det 22 personer bokförda i Sverige med Löwenström som efternamn